# Curie (Seekabel)
Das Curie-Seekabel ist ein privates transatlantisches Telekommunikations-Seekabelsystem, welches am 15. November 2019 in Betrieb genommen wurde. Es verbindet Chile und Panama mit den Vereinigten Staaten und ist im Besitz der Google LLC. Es ist nach der Physikerin und Chemikerin Marie Curie benannt und ermöglichte die erste direkte Verbindung zwischen den USA und Chile seit 19 Jahren.
Der Bau wurde 2018 angekündigt und von TE Subcom, einem Tochterunternehmen von TE Connectivity, geplant und durchgeführt. Das Kabel erreichte am 13. April 2019 seinen Landungspunkt an der chilenischen Pazifikküste. Es soll Rechenzentren in Südamerika schneller mit Nordamerika anbinden können. Curie ermöglicht einen Datendurchsatz von insgesamt 72 Terabit pro Sekunde und hat eine Länge von etwa 10.500 Kilometern. Landungspunkte bestehen in:
1. El Segundo, Kalifornien,  Vereinigte Staaten
2. Balboa,  Panama
3. Valparaíso,  Chile

Das Curie-Kabel ist Teil eines größeren Projekts, um Google-Cloud-Rechenzentren effektiv und günstig miteinander zu verbinden. Dazu gehören auch die Seekabel Dunant und Grace Hopper. Letzteres wurde im September 2022 in Betrieb genommen und verbindet die Vereinigten Staaten mit Spanien und dem Vereinigten Königreich.